# Диурбель (департамент)
Диурбель (фр. Diourbel) — один из 45 департаментов Сенегала и один из трёх департаментов в области Диурбель. Расположен на западе центральной части страны.

## География
Департамент Диурбель занимает площадь 1 175 км².

## Административное деление
Центр департамента — город Диурбель, который является также единственной коммуной. Департамент включает в себя 2 арондисмана (округа) Ндинди и Ндуло, насчитывающие 11 сельских поселений.
| Коммуна / Округ | Сельское поселение | Население 2013 |
| Диурбель        | —                  | 133 706        |
| Ндинди          | Нданх-Сен          | 9 630          |
| Ндинди          | Гад-Эскаль         | 3 240          |
| Ндинди          | Ндинди             | 14 197         |
| Ндинди          | Кёр-Нганлду        | 7 214          |
| Ндинди          | Теба-Мутуфа        | 10 382         |
| Ндинди          | Туба-Лап           | 3 317          |
| Ндуло           | Ндуло              | 12 149         |
| Ндуло           | Нгоэ               | 30 190         |
| Ндуло           | Патар              | 17 072         |
| Ндуло           | Токи-Гар           | 14 726         |
| Ндуло           | Тур-Мбонде         | 12 391         |
| Департамент     | —                  | 268 215        |

## Население
По данным Национального агентства статистики и демографии Сенегала численность населения департамента в 2013 году составляла 268 215 человек.